# 小原聖子
小原 聖子（おばら せいこ、1943年1月3日 - ）は、日本のギタリスト。 小原安正、N・イエペス、R・S・デ・ラ・マーサ、A・セゴビア(ギター)、岩井宏之(理論)、A. ゴロスティアガ(ソルフェージュ)に師事。公益社団法人日本ギター連盟副会長。

## 経歴
父、小原安正に師事し14歳でデビュー。来日中の巨匠、ナルシソ・イエペスに認められ、17歳の時にイエペスと一緒にスペインに渡る。イエペスの個人レッスンを受けながら、更に音楽を深める為、マドリード音楽院に特別入学、ギター科・初代主任教授R・S・デ・ラ・マーサのクラスで学び、機会ある毎に巨匠アンドレス・セゴビアの個人レッスンも受講、スペイン三大巨匠に直接学ぶ。
その後、多くのギター作品の本邦初演や、海外でも1957年のカーネギーホールでのリサイタルをはじめ、欧米、国内各地でコンサート活動を積極的におこなう。
NHK教育テレビの「ギターをひこう」の講師を1978年と1980年につとめ、世界的にみても教える人の少なくなったスペイン伝統奏法を日本に広める活動を行っている。
情熱的な教えで優れた門下生を育て、彼らは東京国際ギターコンクールなどで次々に入賞をさらった。。
1975年から東京国際ギターコンクールの審査にかかわり始め、現在は日本ギター連盟副会長としてコンクールを主催している。
ギター教本「こどもギターきょうしつ」1 - 3、「ギターの世界」他。CD「母の涙」「ペルーのワルツ」他。

## ディスコグラフィー

### アルバム
1. Romantic Guitar〜母の涙〜（1997年8月21日）